# Not Without Hope
Pour plus de détails, voir Fiche technique et Distribution.
Not Without Hope est un film américain réalisé par Joe Carnahan et dont la sortie est prévue en 2025. Il s'agit d'une adaptation de l'ouvrage du même nom de Nick Schuyler et Jeré Longman publié en 2010, dans lequel Nick Schuyler revient sur son accident de bateau en 2009 qui coûta la vie à plusieurs personnes.

## Synopsis
Le samedi 28 février 2009, vers 6 h 30, quatre hommes embarquent dans un bateau monomoteur de 21 pieds appartenant à Marquis Cooper (en), star montante de la NFL. Ils partent pêcher dans le golfe du Mexique, à environ 80 km de Clearwater en Floride. En fin d'après-midi, alors que les quatre amis veulent lever l'ancre pour repartir au port, celle-ci est bloquée. Marquis Cooper tente de pousser le bateau vers l'avant pour déloger l'ancre. Malheureusement, le navire chavire et les quatre sont jetés par-dessus bord. Ils vont tenter de survivre.

## Fiche technique
Sauf indication contraire, les informations mentionnées dans cette section peuvent être confirmées par la base de données cinématographiques IMDb,  présente dans la section « Liens externes ».
- Titre original : Not Without Hope
- Réalisation : Joe Carnahan
- Scénario : Joe Carnahan, d'après le livre Not Without Hope de Nick Schuyler et Jeré Longman
- Musique : Clinton Shorter
- Décors : P. Erik Carlson
- Costumes : Jayna Mansbridge
- Photographie : Juan Miguel Azpiroz
- Montage : Kevin Hale
- Production : Alla Belaya, Cindy Bru, Joe Carnahan, Robert A. Daly Jr., Vadim Fortunin, Rick French, Kia Jam, Michael Jefferson, David Lipper, Jean-Pierre Magro et Massimiliano Musina
- Sociétés de production : Volition Media, K. Jam Media, Altit Media Group, Prix Productions et Latigo Films
- Société de distribution : The Searchers (Belgique)
- Budget : n/a
- Pays de production :  États-Unis
- Langue originale : anglais
- Format : couleur
- Genre : drame biographique, thriller, survie
- Durée : n/a
- Dates de sortie[1] : 2025 Date sujette à modification

## Distribution
- Zachary Levi : Nick Schuyler
- Josh Duhamel : le capitaine des gardes-côtes Timothy Close
- JoBeth Williams
- Quentin Plair : Marquis Cooper (en)
- Terrence Terrell Corey Smith
- Marshall Cook : Will Bleakley
- Floriana Lima

## Production
En juin 2020, il est annoncé que Miles Teller incarnera Nick Schuyler dans un film réalisé par Rupert Wainwright et écrit par E. Nicholas Mariani. Le tournage doit alors débuter en République dominicaine en août 2020. Cependant, il a été rapporté ce mois-là que le cinéaste a quitté le projet pour différends créatifs. Miles Teller abandonne à son tour après le retard pris par la production en raison de la pandémie de Covid-19.
En février 2023, Zachary Levi est annoncé dans le rôle de Nick Schuyler alors que le projet est repris par Joe Carnahan. En juin 2023, il est rejoint par Josh Duhamel, JoBeth Williams, Quentin Plair, Terrence Terrell, Marshall Cook et Floriana Lima.
Le tournage débute à Malte en juin 2023,. Il se déroule entièrement sur l'île,. Les prises de vues s'achèvent le même mois, peu de temps avant la grève SAG-AFTRA.